# Noel Kingsbury

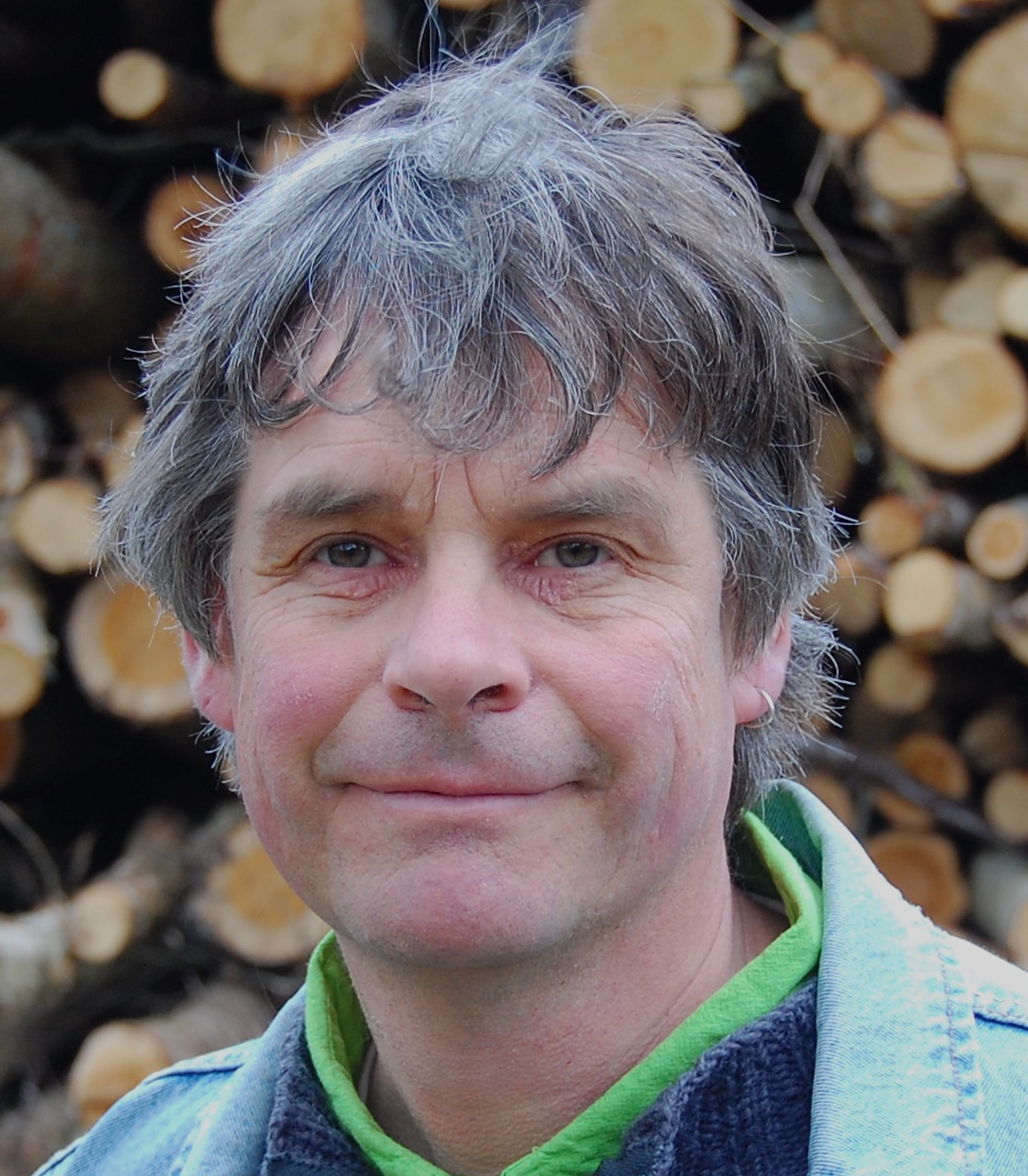
Noel Kingsbury

Noël Kingsbury (* 1958) ist ein britischer Gartenarchitekt und Gartenautor.

## Leben
Kingsbury ist der Sohn einer Kinderbuchautorin. Seine Eltern besaßen den ummauerten Garten eines Herrenhauses, den sein frühpensionierter Vater betreute. Seine Mutter war eine gute Kennerin von Wildblumen. Bereits als Kind war Kingsbury ein begeisterter Gärtner und schwänzte die Schule, um die Chelsea Flower Show zu besuchen. Kingsbury unterrichtete zunächst Englisch als Fremdsprache. Von 1986 bis 1992 betrieb er eine Gärtnerei bei Bristol, wo er Pflanzen für Wintergärten vertrieb. Seit den 1990er Jahren entwarf er auch Gärten. 1994 publizierte er sein erstes Buch, "The Indoor Gardener", das von seiner Begeisterung für exotische Pflanzen inspiriert ist. Danach wandte er sich mehr und mehr der Staudengärtnerei und der gärtnerischen Nutzung von Wildpflanzen zu.
Kingsbury wurde 2008 an der University of Sheffield in Gartenökologie (horticultural ecology) promoviert, seine Doktorarbeit beschrieb die Langzeit-Leistung von Zierstauden (Long term performance of ornamental herbaceous vegetation), Betreuer Prof. Nigel Dunnett. Er forscht weiterhin zu diesem Thema.
Kingsbury lebte seit 2005 mit seiner Frau Jo Elliot in den Welsh Marches in der Montpelier Cottage im Tal des Wye in der Nähe von Hay-on-Wye, wo er einen Garten und ein B&B betrieb. Er lebte einem ehemaligen Landarbeiterhaus mit 1,8 ha Land. Kingsbury hatte hier einen Garten von 3000 m2 angelegt. Dieser ist durch parallele Wege in Terrassen eingeteilt und enthält vor allem Stauden. Er wurde von einem Teilzeitgärtner betreut. Zu dem Garten gehörte ein Versuchsgelände, in dem Kingsbury neue Pflanzen auf ihre Gartentauglichkeit untersucht.
Kingsbury arbeitet auch als Reiseleiter für Gartenreisen.
Anfang 2020 siedelte er nach Portugal über und versucht hier, ökologisch zu gärtnern.

## Stil
Kingsbury ist sehr von der deutschen Pflanzensoziologie beeinflusst. Unter den Gartengestaltern, die ihn beeinflussten, nennt er Roberto Burle Marx, den er 1994 kennenlernte, den Amerikaner James van Sweden, einen der Begründer des New Perennial Style, Cassian Schmidt und Piet Oudolf. Als einer der wenigen britischen Gartenautoren kennt und bewundert er mitteleuropäische Gärten und ist mit der Entwicklung in Deutschland, der Schweiz und den Niederlanden vertraut.
Seine Lieblingspflanze ist das Brandkraut.

## Publikationen
Seit 1989 publiziert Kingsbury in "The Garden"(Royal Horticultural Society). Er hat auch Beiträge zu Country Life, The Daily Telegraph, Hortus, House and Garden, The English Garden und Gardens Illustrated verfasst.
Es ist vor allem Kingsbury, der Oudolf und seinen Stil des Neuen Staudengartens in Großbritannien bekannt gemacht hat. In den gemeinsam verfassten Büchern stammt der Text von Kingsbury, während Oudolf das Fachwissen und die Ideen lieferte. Kingsbury arbeitet mit bekannten Gartenphotographen wie Marianne Majerus und Andrea Jones zusammen.
Die meisten seiner Werke wurden auch ins Deutsche und Französische übersetzt.
- The Wildflower Gardener 1994.
- The Indoor Gardener 1994.
- The New Perennial Garden. London, F. Lincoln, 1996.
- Dramatic effects with architectural plants. London, Mitchell Beazley, 1996.
- The Ultimate Planting Planner 1996.
- Design and Plant a Mixed Border. London, Ward Lock, 1997.
- Plants to transform your garden. London, Ward Lock, 1998.
- Conran Octopus gardener's factfile. London, Conran Octopus, 1999.
- Designing with Plants, mit Piet Oudolf. London, Conran Octopus, 1999.
- Bold and Exotic Plants: Using Form and Shape to Create Visual Impact in the Garden. Watson-Guptill 2000. ISBN  978-0823002863
- Grasses and bamboos: using form and shape to create visual impact in the garden (Photographien Andrea Jones). London, Ryland Peters & Small, 2000.
- Natural Gardening for small Spaces. Portland, Timber Press 2003. ISBN 978-0881925647
- Designing Borders. London, Cassell Illustrated, 2003.
- Planting Green Roofs and Living Walls, mit Nigel Dunnett. Portland, Timber Press 2004, 2. Auflage 2008
- Gardens by Design, Expert Advice from the World's leading Garden Designers. Portland, Timber Press 2005. ISBN 978-0881927412
- VISTA: the culture and politics of the garden, Herausgegeben mit Tim Richardson London 2005.
- Planting Design: Gardens in Time and Space, mit Piet Oudolf. 2005
- Seedheads in the Garden (Photographien Jo Whitworth). Portland, Timber Press 2006. ISBN 978-0881927962
- Natural garden style: gardening inspired by nature (Photographien Nicola Browne). London, Merrell, 2009.
- Hybrid – The History and Science of Plant Breeding. Chicago, University of Chicago Press, 2009. ISBN 9780226437132
- Florescence: the world's most beautiful flowers, mit Clive Nichols. London, Merrell, 2010.
- Garden Designers at Home, The Private Spaces of the World's Leading Designers. Pavillon 2011. ISBN 9781862058422
- Landscapes in Landscapes, mit Piet Oudolf. London, Thames & Hudson, 2011.
- Planting: A New Perspective, mit Piet Oudolf (2013), dt. Design trifft Natur, die modernen Gärten des Piet Oudolf. Stuttgart Hohenheim, Ulmer, 2013. ISBN 978-3-8001-7960-2.
- Garden Flora. Timber Press 2016, ISBN 978-1604695656
- New Small Garden: Contemporary principles, planting and practice.London, Frances Lincoln 2016.